# Emys trinacris
Emys trinacris là một loài rùa trong họ Emydidae. Loài này được Fritz, Fattizzo, Guicking, Tripepi, Pennisi, Lenk, Joger & Wink mô tả khoa học đầu tiên năm 2005.